# Іньяк Ую
16°02′18″ пд. ш. 69°04′15″ зх. д. / 16.03833333° пд. ш. 69.07083333° зх. д.
Іньяк Ую (Iñaq Uyu, аймарська, Iñaqa жінка з благородної касти інків, Uyu (огорожа), двір, кладовище), також відома як Аклла Васі (Aklla Wasi  кечуа aklla діва сонця, Wasi будинок ) — це археологічна пам'ятка в Болівії, розташована на острові Ісла-де-ла-Луна, острові озера Тітікака, у департаменті Ла-Пас, провінція Манко Капак, муніципалітет Копакабана. У суспільстві інків соціальна структура була дуже жорсткою. Ті, хто належав до королівської класової структури, не змішувалися з нижчими класами.

## Історія
Іньяк Ую датується приблизно 1000 CE до 1500 CE  Іньяк Ую розташований на острові Ісла-де-ла-Луна, а не на більшому острові-дель-Соль, де знаходяться інші археологічні памʼятки Чінкана і Пілкукайна. Іньак Ую ймовірно, використовувався як місце поховання інківських жінок знатної та аристократичної ієрархії. 

## Галерея

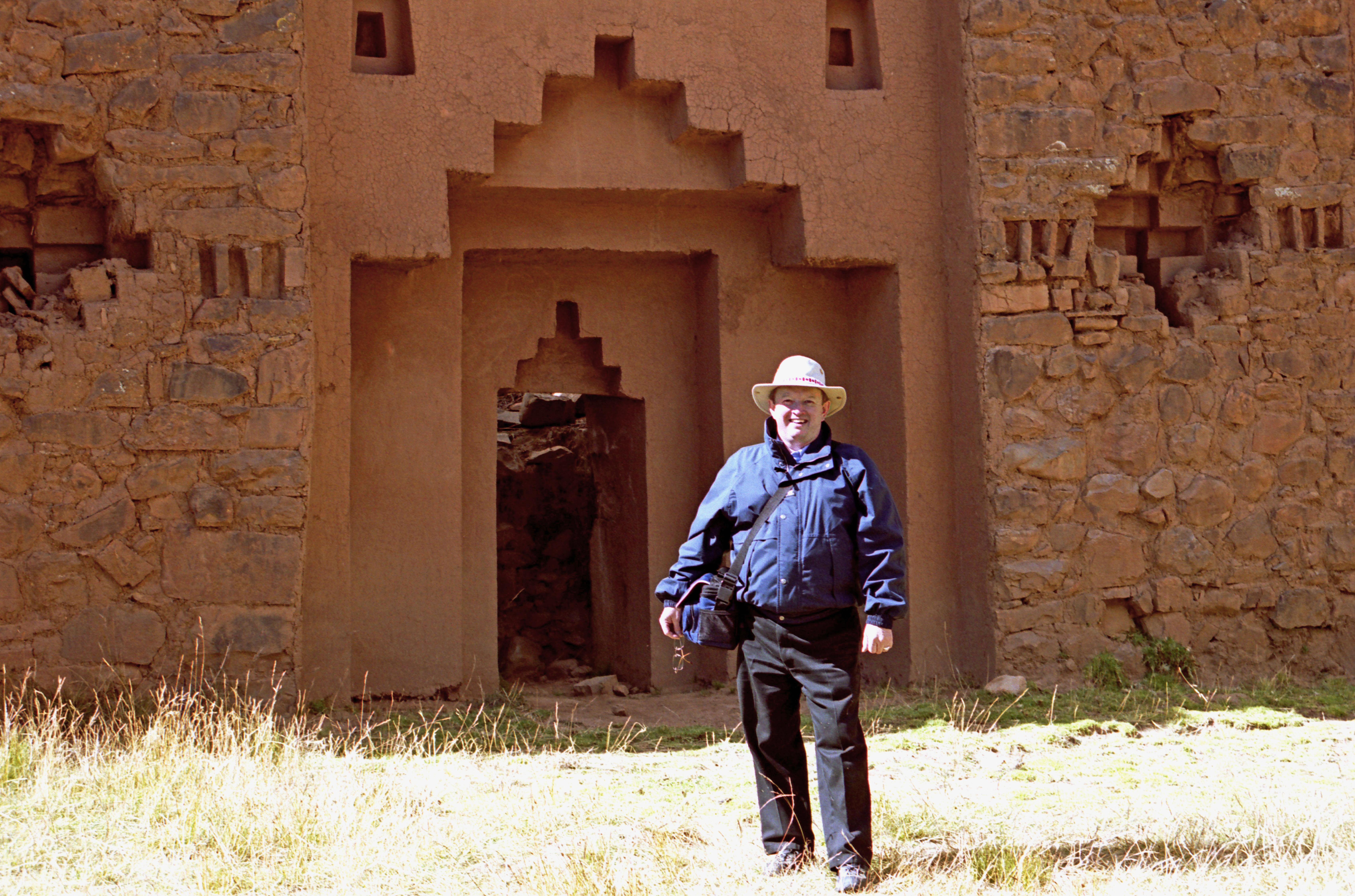
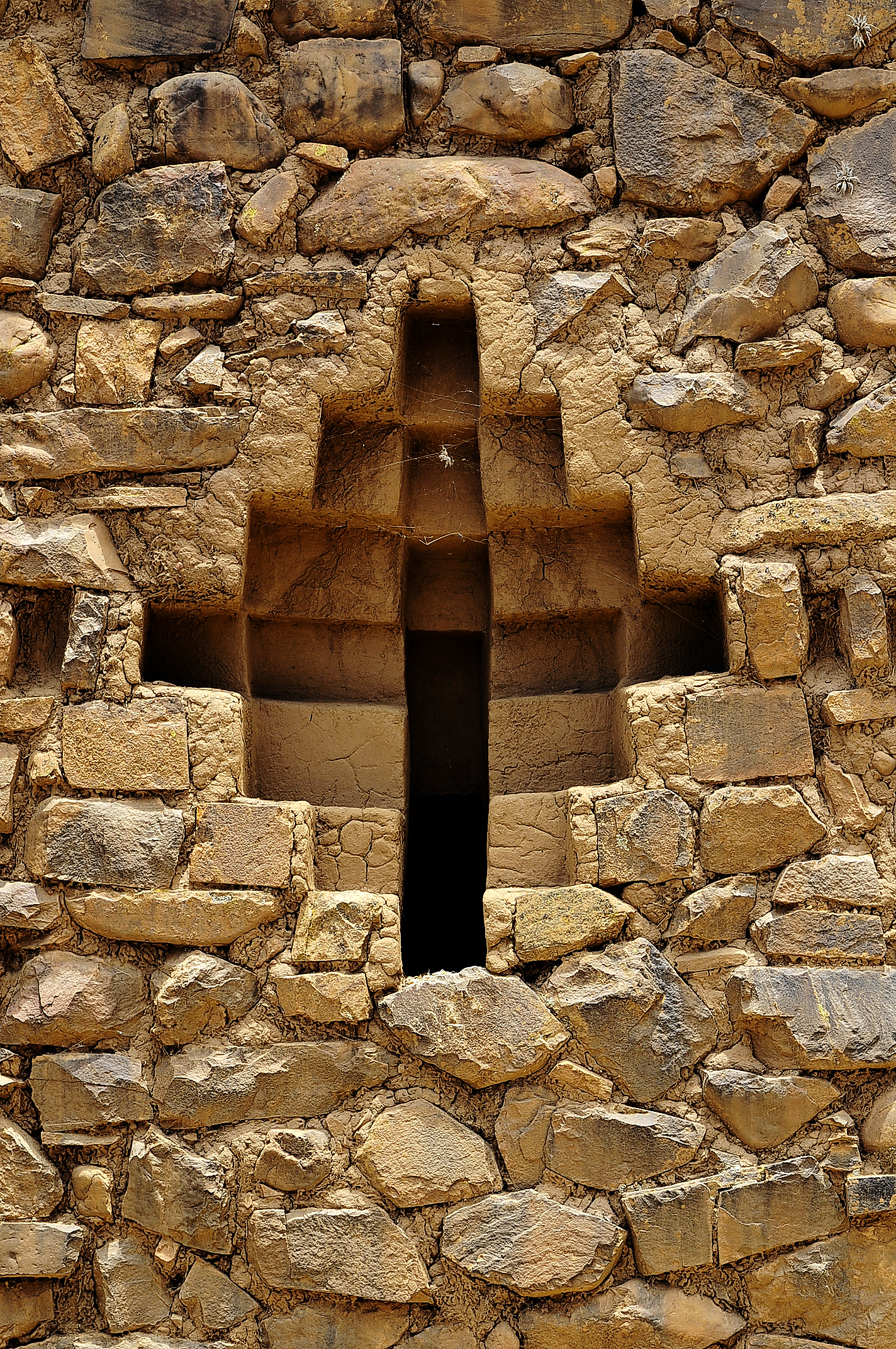
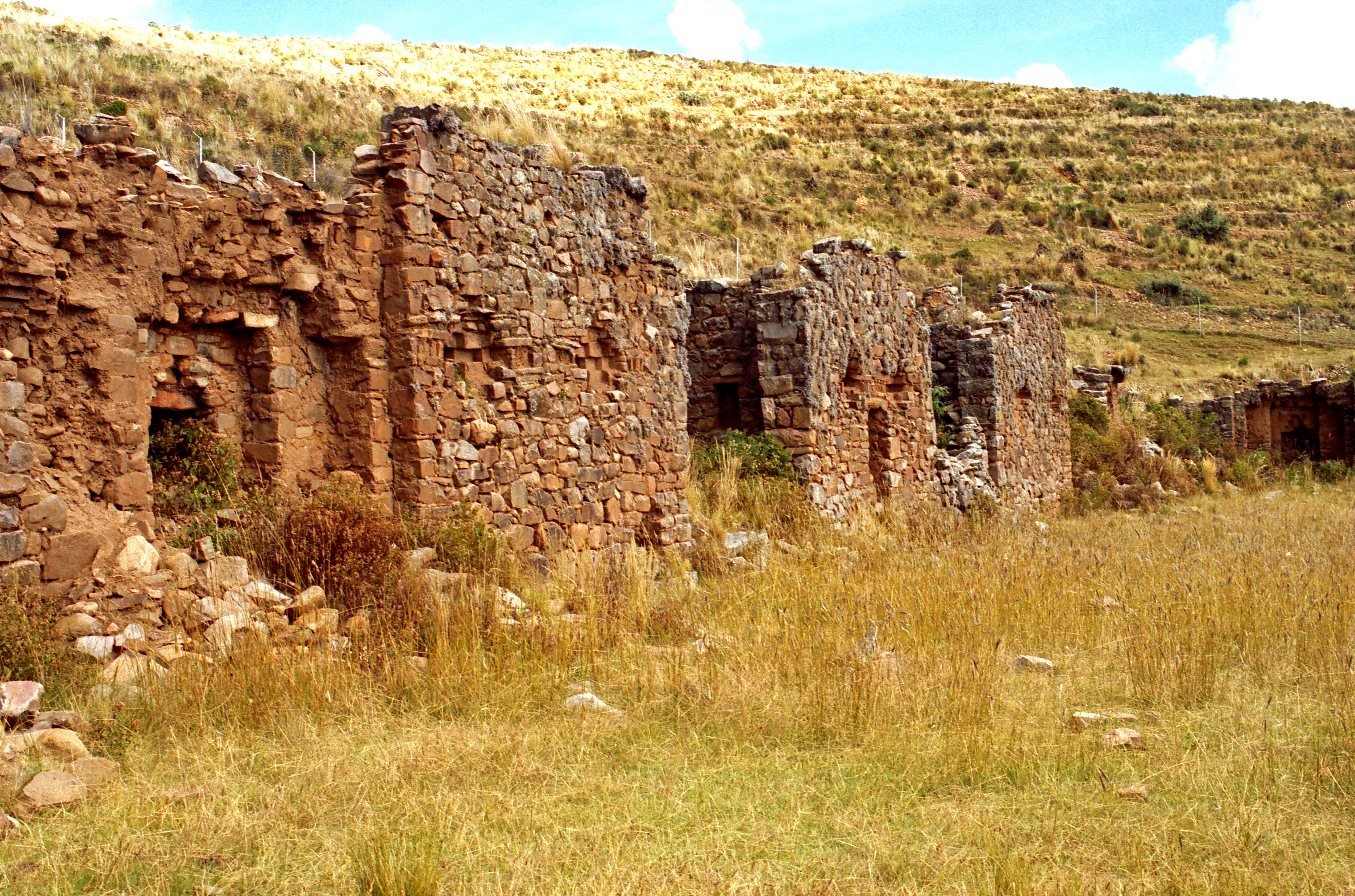